# Tetragonia pedunculata
Tetragonia pedunculata är en isörtsväxtart som beskrevs av Rodolfo Amando Philippi. Tetragonia pedunculata ingår i släktet tetragonior, och familjen isörtsväxter. Inga underarter finns listade i Catalogue of Life.